# Geburtshaus von J. M. Barrie

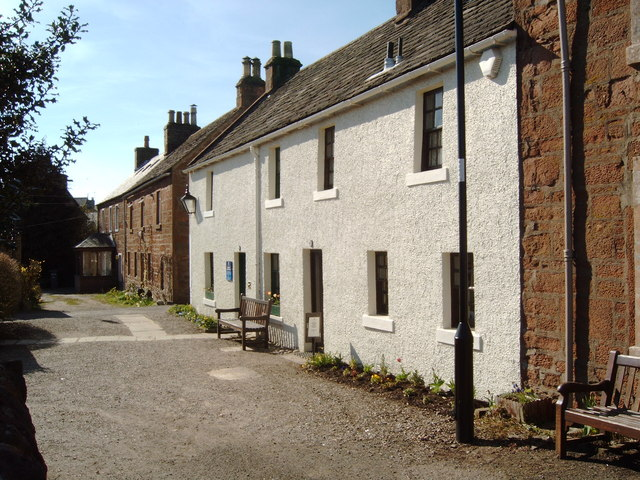
J. M. Barries Geburtshaus in Kirriemuir

Das Geburtshaus von J. M. Barrie (J. M. Barrie’s Birthplace) ist das Geburtshaus von J. M. Barrie, dem Schöpfer von Peter Pan. Es liegt in Kirriemuir in der Council Area Angus in Schottland. Es wurde vom Historic Environment Scotland in die zweithöchste Kategorie B der Denkmalschutzliste eingeordnet. Das Haus ist heute ein Museum und wird vom National Trust for Scotland verwaltet.

## Beschreibung
Das Gebäude wurde Ende des 18. Jahrhunderts erbaut, ist zweistöckig,  mit Harl verputzt und mit Schiefer gedeckt. Es ist ein typisches Weberhaus wie es in dieser Gegend üblich war. Das eigentliche Geburtshaus Barries hat die Nr. 9 in der Brechin Road, das Haus Nr. 11 gehört heute aber auch zum Ensemble des Museums. Zur Zeit der Geburt Barries war im Obergeschoss der Wohnbereich, im Erdgeschoss war die Werkstatt. Barries lebte mit neun weiteren Geschwistern und seinen Eltern in recht beengten Verhältnissen. Im Hinterhaus liegt eine Waschküche, in der Barrie im Alter von sieben Jahren sein erstes Stück aufführte. 
Heute ist in den Gebäuden Brechin Road 9 und 11 ein Museum eingerichtet, das die Jugend aber auch sein späteres Leben dokumentiert, so wird auch sein Schreibtisch präsentiert, an dem er in London seinen Peter Pan schrieb. Im Garten stehen zwei Skulpturen dieser Figur und eine des Krokodils Tick Tock aus diesem Roman. Im Jahr 2024 betrug die Besucherzahl etwa 1.900 Personen.